# Брянск (хоккейный клуб)
«Брянск» — команда по хоккею с шайбой из Брянска.
Клуб основан в 1963 году. Ряд источников приписывает к истории ХК «Брянск» историю брянского «Динамо», существовавшего в 1957—1963 годах и игравшего в региональных соревнованиях. В период с 1963 по 2008 года команда именовалась «Десна». С 2008 года носит название «Брянск». Выступает в первенстве МХЛ. Домашние матчи проводит в Ледовом дворце в Володарском районе Брянска, вмещающем 1000 зрителей.

## Главные тренеры
- Пекаторос, Владимир Анатольевич (? — ноябрь 1990)
- Щипка, Николай Романович (1991—1992)
- Лебедев, Евгений Иванович (1992—1993)
- Перель, Яков Беньяминович (1993—1994)
- Перель, Яков Беньяминович (1996—2005)
- Воронин, Александр Анатольевич (2005 — ноябрь 2007)
- Глебов, Игорь Александрович (ноябрь 2007 — 2008)
- Картаев, Валерий Викторович (2008—2010)
- Воронин, Александр Анатольевич (2010—2011)
- Лубнин, Сергей Николаевич (2011, до ноября)
- Иванов, Сергей Иванович (ноябрь 2011 — 2012)
- Романов, Андрей Александрович (2012 — 20 ноября 2013)
- Гаврилов, Игорь Николаевич (20 ноября 2013 — 2014)
- Гордеев, Сергей Александрович (2014—2015)
- Воронин, Александр Анатольевич (2015 — 11 января 2016)
- Глебов, Игорь Александрович (11 января 2016 — 2017)
- Мышагин, Николай Иванович (2017 — 4 февраля 2019)
- Богатырёв, Виктор Васильевич (2019, с 4 февраля)
- Богатырёв, Александр Викторович (2019 — 13 января 2021)
- Гордеев, Сергей Александрович (13 января 2021 — 2022)
- Кропотин, Максим Игоревич (2022—2023)
- Гордеев, Сергей Александрович (с 2023)